# کامی‌آماکوسا، کوماموتو
کامی‌آماکوسا در استان کوماموتو در کشور ژاپن واقع شده‌است  که دارای جمعیت ۳۱٬۰۵۱ نفر و مساحت ۱۲۶٫۱۳ کیلومتر مربع با تراکم جمعیت ۲۴۶  نفر در کیلومترمربع است و در تاریخ ۳۱ مارس ۲۰۰۴ به عنوان شهر شناخته شد.